# Afrololigo
Afrololigo is een geslacht van pijlinktvissen uit de familie van Loliginidae.

## Soort
- Afrololigo mercatoris (Adam, 1941)